# Jacob Lensky
Jacob Lensky (* 16. prosince 1988, Vancouver) je česko-kanadský fotbalista. Hraje převážně na pozici levého záložníka. Hrál i na pozici levého obránce. Je to bývalý mládežnický reprezentant Kanady a České republiky.

## Klubová kariéra
Narodil se v Kanadě v rodině českých emigrantů. V dorosteneckém věku odešel do Evropy, aby rozvíjel svůj fotbalový talent v silnější konkurenci. Hrál za mládežnické týmy Sparty Praha, Slavie Praha, Anderlechtu, Blackburnu a Celticu. Vzbudil zájem trenéra Manchesteru United Alexe Fergusona, který jej lákal na testy, ale on dal přednost Celticu Glasgow. Zde nebyl spokojený, i když herně na tom nebyl špatně. Svými výkony upoutal pozornost skauty nizozemského Feyenoordu. Trenér Erwin Koeman mu sliboval jisté místo v A-týmu, ale nakonec odehrál za celou sezónu jen jediné utkání. Frustrován chtěl v 19 letech ukončit fotbalovou kariéru.
Poté zkusil štěstí v jiném nizozemském týmu FC Utrecht, kde musel hrát na postu levého obránce, neboť v záložní řadě bylo v týmu dostatek kvalitních fotbalistů. S Utrechtem si zahrál Evropskou ligu UEFA.
Problémy v soukromém životě ho donutily přerušit kariéru a vrátit se do rodného Vancouveru. Na konci roku 2013 je bez profesionálního angažmá, i když absolvoval testy v klubech Vancouver Whitecaps, Seattle Sounders a FC Erzgebirge Aue. Přijal zavděk možností zahrát si v kanadském amatérském celku Central City Breakers z Vancouveru.

## Reprezentační kariéra
V roce 2006 odehrál dva zápasy za juniorskou reprezentaci Kanady.
Jelikož měl české předky a český pas, během jeho angažmá v Utrechtu jej oslovil trenér české jedenadvacítky Jakub Dovalil, zda by nepřijal nabídku reprezentovat ČR. Lensky zároveň dostal nabídku i z kanadského národního týmu. Rozhodl se pro ČR a nastoupil ve třech zápasech za českou fotbalovou reprezentaci do 21 let. Kanaďané tímto způsobem přišli o více hráčů, kteří dali přednost některé evropské reprezentaci (např. Owen Hargreaves Anglii, Jonathan de Guzmán Nizozemsku nebo Asmir Begović Bosně a Hercegovině). Lensky konkrétně nastoupil za ČR v zápasech 3. března 2010 s Finskem (výhra 1:0), 11. srpna 2010 se San Marinem (vysoká výhra 5:0) a 9. února 2011 s Nizozemskem (výhra 1:0).